# Арундел, Харри
Харри Арундел (англ. Harry Arundel; 8 февраля 1855, Филадельфия, Пенсильвания — 25 марта 1904, Кливленд, Огайо) — американский бейсболист, питчер. Выступал в турнирах Национальной ассоциации профессиональных бейсболистов, Американской ассоциации и Национальной лиги.

## Биография
Харри Арундел родился 8 февраля 1855 года в Филадельфии. Спортивную карьеру он начал в командах Среднего Запада. В 1875 году он дебютировал в профессиональном бейсболе в составе клуба «Бруклин Атлантикс». В последующие три сезона Арундел играл за команды младших лиг из Вайноны, Миннеаполиса, Джейнсвилла и Бингемтона. В 1879 году он приостановил свою карьеру.
В 1882 году Арундел вернулся в бейсбол, став одним из трёх питчеров стартовой ротации «Питтсбург Аллегейнис» в чемпионате Американской ассоциации. Команду он покинул в конце июля, проведя две неудачных игры против идущих на последнем месте «Балтимор Ориолс». Затем он играл в Ассоциации железа и нефти, младшей лиге, в состав которой входили клубы из штатов Огайо и Пенсильвания. В 1884 году Арундела на один матч арендовал клуб Национальной лиги «Провиденс Грейс». Эта игра стала лучшим его выступлением в главных лигах. После этого он выступал за команды из Осуиго и Чаттануги.
После окончания спортивной карьеры Арундел жил в Кливленде, работал коммивояжером. Он скончался 25 марта 1904 года от болезни Брайта.